# Saint Agatha (Maine)
Saint Agatha ist eine Town im Aroostook County des Bundesstaates Maine in den Vereinigten Staaten. Im Jahr 2020 lebten dort 730 Einwohner in 490 Haushalten auf einer Fläche von 90,7 km².

## Geografie
Nach Angaben des United States Census Bureau hat die Town eine Fläche von 90,7 km²; 76,4 km² davon entfallen auf Land und 14,3 km² auf Gewässer.

### Geografische Lage
Saint Agatha liegt am nordwestlichen Ufer des Long Lake im nördlichen Teil des Aroostook County, nahe der kanadischen Grenze, welche durch den Saint John River verläuft. Durch das Gebiet der Town fließen mehrere kleinere Flüsse, die zum Teil in nördliche Richtung zum Saint John River oder in südliche Richtung zum Long Lake fließen. Die Oberfläche des Gebiets ist eher eben, die höchste Erhebung ist der 267 m hohe Morin Mountain am Nordufer des Long Lakes.

### Nachbargemeinden
Alle Entfernungen sind als Luftlinien zwischen den offiziellen Koordinaten der Orte aus der Volkszählung 2010 angegeben.
- Norden: Frenchville, 9,1 km
- Osten: Madawaska, 7,7 km
- Süden: Unorganized Territory Square Lake, 7,8 km

### Stadtgliederung
In Saint Agatha gibt es drei Siedlungsgebiete: Bouchard (ehemaliges Postamt), Corriveau Mill und St. Agatha.

### Klima
Die mittlere Durchschnittstemperatur in Saint Agatha liegt zwischen −13,3 °C (8° Fahrenheit) im Januar und 16,7 °C (62° Fahrenheit) im Juli. Damit ist der Ort gegenüber dem langjährigen Mittel der USA um etwa 10 Grad kühler. Die Schneefälle zwischen Oktober und Mai liegen mit über fünfeinhalb Metern knapp doppelt so hoch wie die mittlere Schneehöhe in den USA, die tägliche Sonnenscheindauer liegt am unteren Rand des Wertespektrums der USA.

## Geschichte
Saint Agatha war zunächst eine katholische Kirchengemeinde, die im März 1899 als 466ste town von Maine anerkannt wurde. Als erster Siedler gilt Menon Ouellette, der 1847 ein Holzfällerlager am Long Lake errichtete und nach der Abholzung beschloss, das Gelände landwirtschaftlich zu nutzen und zu bleiben. Gute Ernteerträge aufgrund einer hohen Bodengüte zogen weitere Siedler an, so dass 1865 bereits 30 Familien in der Nähe siedelten. Diese Niederlassung, die offiziell noch keine town war, wurde Lac A Menon genannt. Die Bewohner nannte man Du Lac. Eine erste Straße führte nach Dickeyville, das heute Frenchville heißt. Lac A Menon war selbst zeitweise Teil der town Frenchville. 1889 wurde die Kirchengemeinde Saint Agatha gegründet, die dann 1899 namensgebend für die neue town wurde. Die Kirchengemeinde wiederum hatte Agatha von Catania als Namenspatronin. 1927 übernahm St. Agatha Land von Frenchville. Noch heute sind 79,7 % der Bewohner französischsprachig.

### Einwohnerentwicklung
| Volkszählungsergebnisse – Town of Saint Agatha, Maine | Volkszählungsergebnisse – Town of Saint Agatha, Maine | Volkszählungsergebnisse – Town of Saint Agatha, Maine | Volkszählungsergebnisse – Town of Saint Agatha, Maine | Volkszählungsergebnisse – Town of Saint Agatha, Maine | Volkszählungsergebnisse – Town of Saint Agatha, Maine | Volkszählungsergebnisse – Town of Saint Agatha, Maine | Volkszählungsergebnisse – Town of Saint Agatha, Maine | Volkszählungsergebnisse – Town of Saint Agatha, Maine | Volkszählungsergebnisse – Town of Saint Agatha, Maine | Volkszählungsergebnisse – Town of Saint Agatha, Maine |
| Jahr                                                  | 1900                                                  | 1910                                                  | 1920                                                  | 1930                                                  | 1940                                                  | 1950                                                  | 1960                                                  | 1970                                                  | 1980                                                  | 1990                                                  |
| ----------------------------------------------------- | ----------------------------------------------------- | ----------------------------------------------------- | ----------------------------------------------------- | ----------------------------------------------------- | ----------------------------------------------------- | ----------------------------------------------------- | ----------------------------------------------------- | ----------------------------------------------------- | ----------------------------------------------------- | ----------------------------------------------------- |
| Einwohner                                             | 1396                                                  | 1533                                                  | 1669                                                  | 1596                                                  | 1874                                                  | 1512                                                  | 1137                                                  | 868                                                   | 1035                                                  | 919                                                   |
| Jahr                                                  | 2000                                                  | 2010                                                  | 2020                                                  | 2030                                                  | 2040                                                  | 2050                                                  | 2060                                                  | 2070                                                  | 2080                                                  | 2090                                                  |
| Einwohner                                             | 802                                                   | 747                                                   | 730                                                   |                                                       |                                                       |                                                       |                                                       |                                                       |                                                       |                                                       |

## Kultur und Sehenswürdigkeiten

### Bauwerke
Die Lagassey Farm wurde im Jahr 2009 unter Denkmalschutz gestellt und ins National Register of Historic Places unter der Register-Nr. 08001356 aufgenommen.

## Wirtschaft und Infrastruktur

### Verkehr
Von Frenchville im Norden und dem U.S. Highway 1 zweigt in Richtung des Villages Saint Agatha die Maine State Route 162 ab und verbindet Saint Agatha mit Frenchville, Fort Kent und Madawaska.

### Öffentliche Einrichtungen
Saint Agatha besitzt keine eigene Bücherei. Die nächstgelegenen Büchereien befinden sich in Fort Kent und Madawaska.
In Saint Agatha gibt es kein Krankenhaus. Die nächstgelegene medizinische Einrichtung befindet sich mit dem St. Joseph Nursing Home in Frenchville. Weitere Krankenhäuser in Fort Kent und Madawaska.

### Bildung
Saint Agatha gehört mit Frenchville  und Madawaska zum Maine School Administrative District #33 Den Schulkindern im Schulbezirk stehen folgende Schulen zur Verfügung:
- Dr. Levesque Elementary School (PK-6) in Frenchville
- Wisdom Middle High School (7–12) in Saint Agatha
- St John Valley Technology Center in Frenchville

## Persönlichkeiten

### Söhne und Töchter der Stadt
- Judy Paradis (* 1944), Politikerin